# Christoph Baumgartner
Christoph Baumgartner (sinh ngày 1 tháng 8 năm 1999) là một cầu thủ bóng đá người Áo thi đấu cho câu lạc bộ RB Leipzig tại Bundesliga và Đội tuyển bóng đá quốc gia Áo ở vị trí tiền vệ.

## Sự nghiệp câu lạc bộ
Baumgartner sinh ra tại một thị trấn nhỏ ở Horn tại phía bắc nước Áo. Anh bắt đầu chơi bóng đá tại đội bóng quê nhà SV Horn. Đến mùa giải 2012-13, anh chuyển sang AKA St. Pölten và là thành viên của các lứa trẻ đội bóng này. Tại đây, Baumgartner đã gây được ấn tượng với những tuyển trạch viên của 1899 Hoffenheim.

### Hoffenheim
Baumgartner đến Đức gia nhập đội U-19 của Hoffenheim vào mùa giải 2017-18. Baurmgartner thi đấu ấn tượng tại giải U-19 và sau đó là trong đội hình Hoffenheim II tại Reginalliga Sudwest. Màn thể hiện của anh gây ấn tượng mạnh với huấn luyện viên Julian Nagelsmann. Đến tháng 1 năm 2019, anh được đôn lên đội một của Hoffenheim và ký hợp đồng chuyên nghiệp đầu tiên với đội bóng này.
Ngày 11 tháng 5 năm 2019, anh có lần đầu tiên được ra sân tại Bundesliga khi vào thay người cho Nadiem Amiri trong trận thua 0–1 trên sân nhà trước Werder Bremen. Một tuần sau đó, anh có trận đá chính lần đầu tiên cho Hoffenheim trong cuộc đối đầu với Mainz 05 nhưng bị truất quyền thi đấu với hai thẻ vàng ở phút 41 và Hoffenheim đã để thua ngược 4-2 trong hiệp 2.

#### 2019-20
Ngày 17 tháng 12  năm 2019, Baumgartner có bàn thắng đầu tiên tại Bundesliga khi ấn định chiến thắng  2-0 trước Union Berlin.
Baumgartner đã in dấu giày vào 13 bàn thắng trên mọi đấu trường của Hoffenheim mùa 2019-20 với 7 bàn thắng và 6 kiến tạo.

#### 2020-21
Ngày 21 tháng 11 năm 2020, anh mở tỉ số trong trận đấu với VfB Stuttgart mở màn cho bữa tiệc bàn thắng 3-3 của hai đội, bàn thắng đầu tiên của anh trong mùa giải 2020-21. Ngày 24 tháng 1 năm 2021, anh đạt đến cột mốc bàn thắng thứ 10 tại Bundesliga trong chiến thắng 3-0 trước Köln. Pha lập công tiếp theo của anh đến vào ngày 13 tháng 12 trong trận thua 1-4 trước Bayer 04 Leverkusen.
Ngày 6 tháng 3, Baumgartner cùng với Andrej Kramarić ghi bàn chấm dứt chuỗi 9 trận bất bại của VfL Wolfsburg tại Bundesliga. Đến ngày 8 tháng 5, anh cùng với ba cầu thủ khác của Hoffenheim lập công trong hiệp 2 để lội ngược dòng đánh bại đội bóng đã xuống hạng Schalke 04. Baumgartner kết thúc mùa giải với đóng góp vào 9 bàn thắng (6 pha lập công, 3 kiến tạo) trong 31 trận cho Hoffenheim.

#### 2021-22
Baumgartner có bàn thắng đầu tiên ở mùa giải 2021-22 trong trận thua 3-2 trước Borussia Dortmund tại vòng 3 Bundesliga ngày 27 tháng 8 năm 2021.

## Sự nghiệp đội tuyển quốc gia

### Các đội tuyển trẻ
Baumgartner là thành viên các đội trẻ của Áo từ lứa tuổi U-15 đến U-19. Vào tháng 4 năm 2016, anh nằm trong danh sách đội tuyển U-17 Áo tham dự Giải vô địch bóng đá U-17 châu Âu 2016 tại Azerbaijan. Anh ghi cả hai bàn thắng trong trận mở màn thắng U-17 Bosnia và Herzegovina 2-0 và U-17 Áo sau cùng dừng bước ở tứ kết với trận thua U-17 Bồ Đào Nha.

### Đội tuyển quốc gia
Ngày 4 tháng 9 năm 2020, Baumgartner có lần đầu tiên được ra sân cho Đội tuyển bóng đá quốc gia Áo dưới sự dẫn dắt của huấn luyện viên Franco Foda cho trận đấu với Na Uy tại UEFA Nations League B. Chỉ ba ngày sau đó, anh có bàn thắng đầu tiên cho đội tuyển Áo trong cuộc đối đầu với Romania cũng tại UEFA Nations League B nhưng Áo đã thua 2-3 chung cuộc.

#### Euro 2020
Baumgartner là một trong 26 cầu thủ Áo được triệu tập tham dự Euro 2020. Anh ra sân ngay từ đầu trong trận đấu mở màn bảng C với Bắc Macedonia ngày 13 tháng 6 năm 2021 và bị thay ra trong hiệp 2 bởi Michael Gregoritsch.
Đến trận đấu cuối cùng của vòng bảng gặp Ukraina để quyết định vị trí nhì bảng giành tấm vé đi tiếp ngày 21 tháng 6, Baumgartner là người ghi bàn thắng duy nhất của trận đấu ở phút 21. Tuy nhiên chỉ 12 phút sau khi ghi bàn, anh chấn thương không thể tiếp tục thi đấu và rời sân nhường chỗ cho Alessandro Schöpf. Chiến thắng này giúp đội tuyển Áo có lần đầu tiên vượt qua vòng bảng của một kỳ Euro. Anh trở lại thi đấu trong trận đấu vòng 16 đội với Ý và rời sân ở phút 89. Ý chỉ có thể đánh bại Áo 2-1 sau hai hiệp phụ.
Ngày 1 tháng 9 năm 2021, Baumgartner là người mở tỉ số trong chiến thắng 2-0 trước Moldova tại lượt 4 vòng loại World Cup 2022 bằng một cú sút xa từ ngoài vòng cấm.

## Thống kê sự nghiệp

### Câu lạc bộ
Tính đến ngày 21 tháng 5 năm 2024.
| Câu lạc bộ          | Mùa giải            | Giải đấu             | Giải đấu | Giải đấu | DFB-Pokal | DFB-Pokal | Châu Âu | Châu Âu | Khác | Khác | Tổng cộng | Tổng cộng |
| Câu lạc bộ          | Mùa giải            | Hạng                 | Trận     | Bàn      | Trận      | Bàn       | Trận    | Bàn     | Trận | Bàn  | Trận      | Bàn       |
| ------------------- | ------------------- | -------------------- | -------- | -------- | --------- | --------- | ------- | ------- | ---- | ---- | --------- | --------- |
| TSG Hoffenheim II   | 2018–19             | Regionalliga Südwest | 14       | 5        | –         | –         | –       | –       | –    | –    | 14        | 5         |
| 1899 Hoffenheim     | 2018–19             | Bundesliga           | 2        | 0        | –         | –         | –       | –       | –    | –    | 2         | 0         |
| 1899 Hoffenheim     | 2019–20             | Bundesliga           | 26       | 7        | 2         | 0         | –       | –       | –    | –    | 28        | 7         |
| 1899 Hoffenheim     | 2020–21             | Bundesliga           | 31       | 6        | 2         | 0         | 8       | 4       | –    | –    | 41        | 10        |
| 1899 Hoffenheim     | 2021–22             | Bundesliga           | 29       | 7        | 2         | 0         | –       | –       | –    | –    | 31        | 7         |
| 1899 Hoffenheim     | 2022–23             | Bundesliga           | 33       | 7        | 3         | 0         | –       | –       | –    | –    | 36        | 7         |
| 1899 Hoffenheim     | Tổng cộng           | Tổng cộng            | 121      | 27       | 9         | 0         | 8       | 4       | 0    | 0    | 138       | 31        |
| RB Leipzig          | 2023–24             | Bundesliga           | 32       | 5        | 2         | 0         | 6       | 0       | 0    | 0    | 40        | 5         |
| Tổng cộng sự nghiệp | Tổng cộng sự nghiệp | Tổng cộng sự nghiệp  | 167      | 37       | 11        | 0         | 14      | 4       | 0    | 0    | 192       | 41        |

### Quốc tế
Tính đến ngày 2 tháng 7 năm 2024.
| Đội tuyển quốc gia | Năm       | Trận | Bàn |
| ------------------ | --------- | ---- | --- |
| Áo                 |           |      |     |
| 2020               | 5         | 2    |     |
| 2021               | 12        | 4    |     |
| 2022               | 8         | 1    |     |
| 2023               | 9         | 4    |     |
| 2024               | 8         | 5    |     |
| Tổng cộng          | Tổng cộng | 42   | 16  |

#### Bàn thắng quốc tế
Bàn thắng và kết quả của Áo được để trước.
| #   | Ngày                 | Địa điểm                                | Đối thủ        | Bàn thắng | Kết quả | Giải đấu                      |
| --- | -------------------- | --------------------------------------- | -------------- | --------- | ------- | ----------------------------- |
| 1.  | 7 tháng 9 năm 2020   | Sân vận động Wörthersee, Klagenfurt, Áo | România        | 1–1       | 2–3     | UEFA Nations League 2020–21   |
| 2.  | 7 tháng 10 năm 2020  | Sân vận động Wörthersee, Klagenfurt, Áo | Hy Lạp         | 2–1       | 2–1     | Giao hữu                      |
| 3.  | 28 tháng 3 năm 2021  | Sân vận động Ernst Happel, Vienna, Áo   | Quần đảo Faroe | 2–1       | 3–1     | Vòng loại FIFA World Cup 2022 |
| 4.  | 21 tháng 6 năm 2021  | Arena Națională, Bucharest, România     | Ukraina        | 1–0       | 1–0     | UEFA Euro 2020                |
| 5.  | 1 tháng 9 năm 2021   | Sân vận động Zimbru, Chișinău, Moldova  | Moldova        | 1–0       | 2–0     | Vòng loại FIFA World Cup 2022 |
| 6.  | 4 tháng 9 năm 2021   | Sân vận động Sammy Ofer, Haifa, Israel  | Israel         | 1–3       | 2–5     | Vòng loại FIFA World Cup 2022 |
| 7.  | 25 tháng 9 năm 2022  | Sân vận động Ernst Happel, Vienna, Áo   | Croatia        | 1–3       | 1–3     | UEFA Nations League 2022–23   |
| 8.  | 24 tháng 3 năm 2023  | Raiffeisen Arena, Pasching, Áo          | Azerbaijan     | 4–1       | 4–1     | Vòng loại UEFA Euro 2024      |
| 9.  | 20 tháng 6 năm 2023  | Sân vận động Ernst Happel, Vienna, Áo   | Thụy Điển      | 1–0       | 2–0     | Vòng loại UEFA Euro 2024      |
| 10. | 20 tháng 6 năm 2023  | Sân vận động Ernst Happel, Vienna, Áo   | Thụy Điển      | 2–0       | 2–0     | Vòng loại UEFA Euro 2024      |
| 11. | 21 tháng 11 năm 2023 | Sân vận động Ernst Happel, Vienna, Áo   | Đức            | 2–0       | 2–0     | Giao hữu                      |
| 12. | 23 tháng 3 năm 2024  | Tehelné Pole, Bratislava, Slovakia      | Slovakia       | 2–0       | 2–0     | Giao hữu                      |
| 13. | 26 tháng 3 năm 2024  | Sân vận động Ernst Happel, Vienna, Áo   | Thổ Nhĩ Kỳ     | 5–1       | 6–1     | Giao hữu                      |
| 14. | 4 tháng 6 năm 2024   | Sân vận động Ernst Happel, Vienna, Áo   | Serbia         | 2–0       | 2–1     | Giao hữu                      |
| 15. | 8 tháng 6 năm 2024   | Kybunpark, St. Gallen, Thụy Sĩ          | Thụy Sĩ        | 1–0       | 1–1     | Giao hữu                      |
| 16. | 21 tháng 6 năm 2024  | Olympiastadion, Berlin, Đức             | Ba Lan         | 2–1       | 3–1     | UEFA Euro 2024                |